# Franz Girziczek
Franz Girziczek, též František Jiříček (1. září 1807 Dřínov – ???), byl rakouský právník a politik německé národnosti z Moravy; poslanec Moravského zemského sněmu.

## Biografie
Pocházel z rodiny správců zámku v Dřínově Franze Girziczka a Veroniky Winklerové. Vystudoval práva a působil v justici. Po dobu několika let byl činný jako státní zástupce v Olomouci.
Zapojil se i do vysoké politiky. Už během revolučního roku 1848 byl v zemských volbách 1848 zvolen na Moravský zemský sněm, kde zastupoval kurii městskou, obvod Vyškov. Na sněmu se profiloval jako právní expert. Byl členem komise pro zřízení zemské, robotní komise nebo komise pro státovědné zprávy. Podporoval zrušení všech výsad šlechty a zákaz udělování šlechtictví. V státoprávních otázkách prosazoval samostatné sněmovní zastoupení měst tak, aby byla protiváhou velkostatkářů. Zároveň to mělo zamezit převaze slovanského živlu nad německým. Svým vystoupením 20. ledna 1849 podpořil moravský dějepis.
Do politiky se vrátil po obnovení ústavního systému vlády. V zemských volbách 1861 se opět stal poslancem Moravského zemského sněmu, za kurii městskou, obvod Hranice, Lipník, Kelč. Byl sněmovním zapisovatelem. Připomínkoval některé procedurální a právní záležitosti fungování sněmu. V roce 1863 je uváděn jako příslušník sněmovního středu, v roce 1865 coby stoupenec sněmovní levice. V zemských volbách v lednu 1867 byl poražen. Národní listy ho řadí mezi centralisty, tzv. Ústavní strana (liberálně, provídeňsky orientovaná).